# Mkwawa

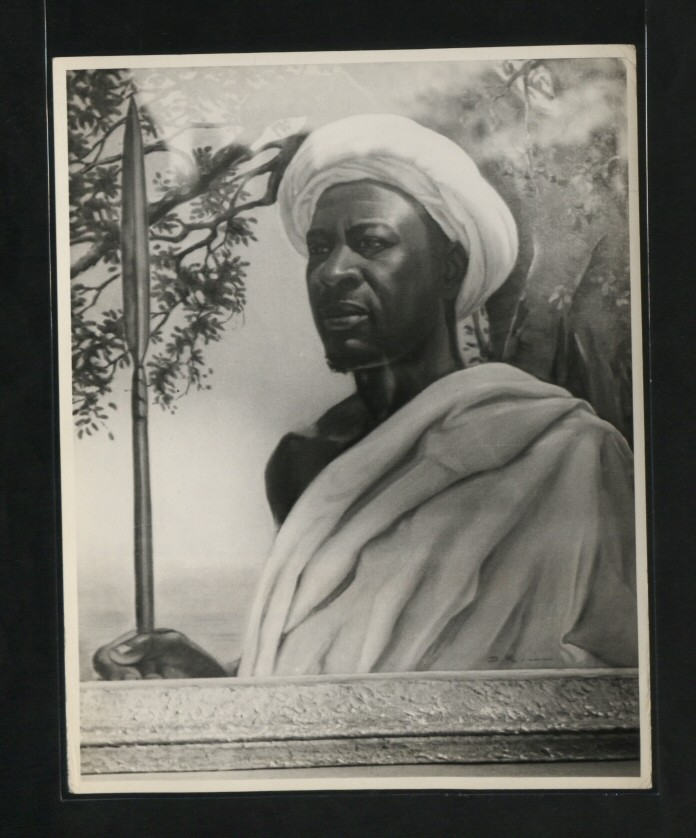
Mkwawa

Mkwawa, właśc. Mkwavinyika Munyigumba Mwamuyinga (ur. 1855, zm. 19 lipca 1898) – wódz plemienny ludu Hehe, przywódca powstania w Niemieckiej Afryce Wschodniej w latach 1891-1898. Po początkowych sukcesach jego oddziały zaczęły przegrywać, niemiecka armia kolonialna z pomocą przychylnych im wodzów plemiennych doprowadziły do niemal całkowitego rozgromienia jego oddziałów. Popełnił samobójstwo okrążony przez Niemców. Jego czaszka znajduje się obecnie w muzeum pamięci w Kalenga.